# Giulio Gaudini
Giulio Gaudini (n. 28 septembrie 1904, Roma, Regatul Italiei – d. 6 ianuarie 1948, Roma, Regatul Italiei) a fost un scrimer italian, medaliat olimpic. A participat la 4 ediții ale Jocurilor Olimpice (1924, 1928, 1932, 1936) în care a câștigat o medalie de aur, o medalie de argint și două medalii de bronz.